# Hassan & Roshaan
Hassan & Roshaan (Urdu: حسن اور روشان) é uma banda indie pop paquistanesa de Laore, Paquistão. O grupo foi fundado em 2020 por Hassan Sheikh e Roshaan Sherwan após realizar shows improvisados em avenidas e ruas. O grupo experimenta música do gênero subcontinental contemporâneo, que remonta à música popular paquistanesa das décadas de 1990 e 1980. A dupla é formada por Hassan Sheikh e Roshaan Sherwani. Eles são conhecidos por sua música Doobne De (Reprise), que foi usada em um episódio da série Ms. Marvel.
Os membros desta dupla incluem Hassan Sheikh (vocal) e Roshaan Sherwani (música). Seu foco está na música subcontinental contemporânea. A dupla se apresentou junta pela primeira vez no Lahore Music Meet em 2020. Sua primeira música foi Allah Hu, escrita e composta por Hassan.
Hassan & Roshaan lançaram seu álbum de estreia Chaar Dinon Ka Khwaab em 2020, que contém 18 músicas, incluindo Doobne De. Em seu primeiro álbum, a dupla aborda a fase de transição em que ambos os integrantes se encontraram. O primeiro álbum abordou alguns temas dessa fase, como o exame de questões filosóficas e medos existenciais.
Em 2022, a música Doobne De (Reprise) foi apresentada no episódio da Ms. Marvel Seeing Red.
Em 2022, a dupla lançou Sukoon em colaboração com Shae Gill. Com cinco milhões de streams, garantiu-lhes um lugar entre os melhores artistas locais do Spotify de 2022. A música também se tornou a trilha sonora de uma série de televisão paquistanesa de mesmo nome. Eles também colaboraram com Quratulain Baloch (QB) em sua música Bandhan em 2023.
Eles também apareceram na Bridal Couture Week da HUM TV. Hassan e Roshaan também trabalharam para o governo do Paquistão.
Em janeiro de 2024, a dupla participou do projeto Red Bull Off The Roof na Escola de Arte e Arquitetura do Vale do Indo (IVS) em Karachi. Desde setembro de 2024 eles lançaram dois álbuns, o segundo no dia 5 de novembro de 2023.

## Controvérsia
Em 2023, a dupla musical estrelou um polêmico videoclipe para a música "Sukoon". O vídeo foi criticado por grupos conservadores paquistaneses por supostamente mostrar conteúdo lésbico-LGBT e que seria punido pelas autoridades e poderia levar a penas de prisão. O grupo negou todo o mal-entendido e pediu desculpas publicamente.

## Nomeações e reconhecimentos
A dupla se formou para o Lux Style Awards 2020 na categoria de melhor talento.O melhor número de Sukoon está listado nos números mais tocados da categoria do ano passado do Lux Style Awards 2023.
A dupla apareceu ao lado de Kan D Man em entrevista à BBC Asian Network.

## Discografia
Músicas
- 2020: Dil Wali Baat
- 2020: Agaya Hoon principal
- 2020: Doobne De (Repetición)
- 2020: Mezcla de Maula – Ali Mustafa
- 2020: Doobne De
- 2020: Ishq Biná
- 2020: Ishq Biná
- 2020: Shor Machaye
- 2020: Raastey
- 2020: Advertencia
- 2020: Alá Hu
- 2023: Dil Lagda Nahi
- 2023: Fiesta de la Independencia
- 2023: Descendientes